# Nyoma flavovittata
Nyoma flavovittata är en skalbaggsart som först beskrevs av Báguena och Stefan von Breuning 1958.  Nyoma flavovittata ingår i släktet Nyoma och familjen långhorningar.
Artens utbredningsområde är Bioko. Inga underarter finns listade i Catalogue of Life.